# Željko Perušić
Željko Perušić, född 23 mars 1936 i Duga Resa, död 28 september 2017 i Sankt Gallen i Schweiz, var en jugoslavisk fotbollsspelare.
Han blev olympisk guldmedaljör i fotboll vid sommarspelen 1960 i Rom.